# Freunde fürs Leben (Verein)
Freunde fürs Leben e. V. ist ein deutscher gemeinnütziger Verein mit Sitz in Berlin zur Suizidprävention und zur Aufklärung über Depression und Suizid bei jungen Menschen.

## Geschichte und Aktivität
Der Verein zur Suizidprävention wurde im Jahr 2001 von Gerald Schömbs und Diana Doko initiiert und in Berlin gegründet. Die Vereinsgründer haben selbst nahestehende Personen durch Suizid verloren. Der Verein wird von zahlreichen Prominenten unterstützt und kooperiert mit anderen Organisationen und Vereinen wie Irrsinnig Menschlich, Neuhland oder dem Berliner Bündnis gegen Depression. Freunde fürs Leben ist Mitglied der Deutschen Gesellschaft für Suizidprävention.
Der Verein betreibt Kampagnen-, Presse- und Aufklärungsarbeit zum Thema Suizid. Hierbei geht es um die gezielte Informationsvermittlung über Warnsignale, Hilfsangebote und Therapiemöglichkeiten. Das Informationsportal frnd.de (Disemvoweling von „Freund(e)“) vermittelt Fakten und klärt auf über Irrtümer zum Thema Suizid. Der YouTube-Kanal frnd.tv informiert in kurzen Videoclips über seelische Gesundheit, psychische Erkrankungen und Resilienz. Für Schulen und Beratungsstellen stellt der Verein Informationsmaterial bereit und organisiert Posterkampagnen, Events und Workshops.
Zum Welttag der Suizidprävention 2006 initiierte der Verein die Kampagne Prominente „Freunde fürs Leben“ sprechen über Suizid. 2013 forderte der Verein mit einer Online-Petition unter dem Motto „Rede darüber“ mehr Aufklärung über Suizid. Zum WHO-Welt-Suizidpräventionstag 2014 initiierte der Verein gemeinsam mit zehn zentralen Akteuren aus den Bereichen Suizidprävention und Seelische Gesundheit die Aktion 600 Leben vor dem Brandenburger Tor in Berlin.
Freunde fürs Leben finanziert sich durch private Spender und Fördergelder. Die Arbeit wird unter anderen unterstützt durch Startsocial, Barmer GEK und Aktion Mensch. 2012 wurde der Verein von der gemeinnützigen Organisation Phineo mit dem Wirkt!-Spendensiegel als eines von 14 wirkungsvollen Projekten im Themenfeld Depression ausgezeichnet.

## Prominente Unterstützer
- Klaas Heufer-Umlauf (Moderator, Comedian, Sänger)
- Vanessa Petruo (Sängerin)
- Markus Kavka (Moderator, Musikjournalist)
- Stephanie Stumph (Schauspielerin)
- Nina-Friederike Gnädig (Schauspielerin)
- Jürgen Vogel (Schauspieler)
- Anna Maria Mühe (Schauspielerin)
- Simone Hanselmann (Schauspielerin)
- Blue October (US-Rockband)